# Harald Grønningen
Harald Grønningen, né le 9 octobre 1934 à Lensvik et mort le 26 août 2016 dans sa ville natale, est un fondeur norvégien.

## Biographie
Il est originaire de Lensvik et est membre du club local.
Surnommé Elgen (l'élan), du fait de sa grande taille, Grønnigen se fait remarquer en 1959, lorsqu'il devient champion de Norvège au quinze kilomètres.
Aux Jeux olympiques d'hiver de 1960, il remporte la médaille d'argent en relais.
Deux ans plus tard, il devient vice-champion du monde sur le cinquante kilomètres à Zakopane. En 1960 et 1961, il a été sacré sur le Festival de ski de Holmenkollen et aux Jeux du ski de Lahti (et aussi en 1962), s'imposant sur le quinze kilomètres.
Lors des Jeux d'Innsbruck en 1964, il s'illustre sur deux épreuves individuelles, le quinze et le trente kilomètres, décrochant l'argent à chaque fois derrière le Finlandais Eero Mäntyranta. Il est finalement sacré champion olympique à Grenoble en 1968, sur le quinze kilomètres, où il bat finalement Mäntyranta de 1,9 secondes et le relais. Entre-temps, il gagne un titre mondial en relais à domicile lors de l'édition 1966 à Oslo. Au total, il accumule neuf titres nationaux.

## Distinctions
Il reçoit la Médaille Holmenkollen en 1961, année où il est élu sportif norvégien de l'année. En 1966, la Statue Olaf lui est décernée.

## Palmarès

### Jeux olympiques
| Épreuve / Édition | Squaw Valley 1960 | Innsbruck 1964 | Grenoble 1968 |
| 15 km             | 11e               | Argent         | Or            |
| 30 km             |                   | Argent         | 13e           |
| 50 km             | 14e               | 6e             |               |
| Relais 4 × 10 km  | Argent            | 4e             | Or            |

### Championnats du monde
| Épreuve / Édition | Zakopane 1962 | Oslo 1966 |
| 15 km             | Argent        |           |
| 30 km             | 4e            |           |
| 50 km             | 5e            |           |
| Relais 4 × 10 km  |               | Or        |